# Димаса (язык)
Димаса (иногда также: димаса-качари, горный качари) — язык народа димаса, относится к группе бодо-гаро тибето-бирманских языков. Распространён на северо-востоке Индии, в штатах: Ассам (округа Качар, Горы Северный Качар, Карби-Англонг и Нагаон); Нагаленд, Мизорам, Мегхалая. По данным справочника Ethnologue число носителей составляет 106 000 человек.
Близкородственен языку качари. Некоторые носители владеют также соседними языками: бенгальским, ассамским и др. В качестве письменности применяется латиница и бенгальское письмо.